# 小行星24331
小行星24331（24331 Alyshaowen）是一颗绕太阳运转的小行星，为主小行星带小行星。该小行星于2000年1月20日发现。

## 轨道参数
小行星24331的轨道半长轴为365 248 340 km，2.4414996 UA，离心率为0.082。